# La Loma, San Luis Potosí
La Loma är en ort i Mexiko.   Den ligger i kommunen Mexquitic de Carmona och delstaten San Luis Potosí, i den centrala delen av landet, 400 km nordväst om huvudstaden Mexico City. La Loma ligger 1 941 meter över havet och antalet invånare är 662.
Terrängen runt La Loma är kuperad västerut, men österut är den platt. Terrängen runt La Loma sluttar österut. Runt La Loma är det tätbefolkat, med 308 invånare per kvadratkilometer. Närmaste större samhälle är San Luis Potosí, 10,2 km sydost om La Loma. Omgivningarna runt La Loma är i huvudsak ett öppet busklandskap.